# دالورتون
altدالورتونlongitudeدالورتونlatitudeدالورتون
دالورتون (به انگلیسی: Dulverton) یک شهرک در بریتانیا است که در انگلستان واقع شده‌است.

## خصوصیات
دالورتون ۱٬۴۰۸ نفر جمعیت دارد.